# Sveinn Pálsson

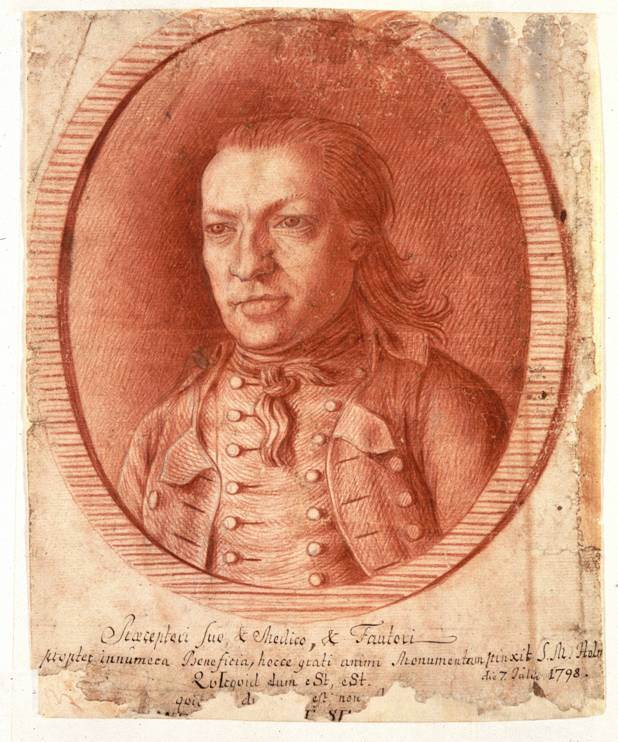
Sveinn Pálsson

Sveinn Pálsson (* 25. April 1762 auf dem Hof Steinsstaðir am Skagafjörður; † 23. April 1840) war ein Arzt und Naturforscher aus Island.
Er ist ein Vorreiter in der Erforschung der isländischen Gletscher und Vulkane, die er ab den 1790ern systematisch betrieb. Außerdem gilt er als der Erstbesteiger von Islands höchstem Berg, dem Hvannadalshnúkur, sowie des Eyjafjallajökull (17. August 1793). Er interessierte sich zudem für Fauna und Flora seiner Heimat, die er beschrieb. Nach ihm ist der Mount Pálsson in der Antarktis benannt.

## Erforschung der Gletscher und Vulkane
Bei seinen Untersuchungen stellte er fest, dass sich Gletscher in einer Weise bewegen, die der von Pech ähnelt. Er konzentrierte sich auf die Untersuchung von Gletschersedimenten, Schmelzwasser und Fluten sowie der Effekte des subglazialen Vulkanismus. Seine Schlussfolgerungen enthielten wertvolle Hinweise bezüglich der Entstehung und des Verhaltens von Gletschern.
Sein grundlegendes Werk Draft of a Physical, Geographical, and Historical Description of Icelandic Ice Mountains on the Basis of a Journey to the Most Prominent of Them in 1792–1794 legte der 1795 der Dänischen Gesellschaft für Naturgeschichte vor. Es blieb jedoch unbeachtet während nahezu eines ganzen Jahrhunderts. Erst 1880 wurde es teilweise veröffentlicht und erst 1945 zur Gänze auf Isländisch herausgegeben, wo es die Grundlage für die heutige isländische Glaziologie und Vulkanologie legte. Das Desinteresse erklärt sich durch die Isolation Islands in früheren Zeiten. Es lag abseits der Schifffahrtsrouten.

## Beschreibung der isländischen Gesellschaft
Sveinn Pálsson reiste auch durch Island und schrieb Berichte für die dänische Regierung über die Zustände im Lande, z. B. machte er Vorschläge zur besseren Nutzung des Fischfangs.